# Удмурти
Удму́рти (самоназва удмурт (на південному діалекті) або удморт (на північному діалекті); застаріла російська назва вотяки́) — фіно-угорський народ, що живе в Удмуртській Республіці, а також сусідніх суб'єктах Російської Федерації (зокрема, у Пермському краї, Кіровській області, Татарстані, Башкортостані тощо); крім Російської Федерації проживають у Казахстані, Україні, Естонії та інших пострадянських державах.

## Походження етноніму«удмурт»
див. також: розділ Походження етноніму у статті Культура Удмуртії.
Проблематика походження етноніму «удмурт» знає декілька шляхів її вирішення. Не викликає сумнівів, що «удмурт» — це композиційний етнонім, що складається з двох частин уд- і -мурт. Щодо другої складової повна ясність — мурт удмуртське «людина». А от про першу частину серед науковців точаться суперечки. Одні вчені виводять уд- від топонімів, нерідко далеких від сучасної території проживання удмуртів, інші від тюркського ant «клятва у вірності», тоді удмурт — «той, хто дав присягу»; Класична теорія походження етноніму «удмурт», запропонована угорцем К.Редеї чітко вказує на ud- як «лука, луг», тобто удмурти — «лугові люди». Відомий удмуртський дослідник В. Литкін тільки додав ваги цій теорії, вказавши на марійські паралелі — ont- «пагін, пагінець». Можна триматися й нейтральної теорії — удмурт — «чоловік племені уд».

## Чисельність, субетнічні групи і мова

### Чисельність та субетнічні групи

Сімейна пара вотяків

Динаміка чисельності удмуртів відома за матеріалами ревізій — обліку населення для обкладання податками. В XVIII–XIX століттях було проведено 10 подібних ревізій. В 1719 році нараховано 48,1 тисяч удмуртів, в 1795–135 тис., в 1858–251 тис. В 1897 році першим всеросійським переписом зареєстровано 421 тис. удмуртів, в 1917 році — 535,2 тис., в 1926–504,2 тис. Зменшення чисельності удмуртів в ці роки — результат Громадянської війни та голоду 1921 року. На 1959 рік удмуртів в СРСР проживало 624,8 тис., в 1970 році — 704,3 тис., в 1979–714 тис., в 1989–746,8 тис.
За федеральним переписом 2002 у РФ мешкало 637 тисяч удмуртів, в тому числі півмільйона осіб у самій Удмуртії. Відносно велика удмуртська громада є у Казахстані (бл. 10 тис. осіб).
В Україні, згідно з переписом населення 2001 року проживало 4,712 удмуртів, з яких як рідну удмуртську мову вказали 729 осіб (понад 15%), українську — 380 осіб.
Загальна чисельність удмуртів у світі — близько 650 тисяч осіб.
За віросповіданням переважна більшість удмуртів православні, хоча є і прибічники традиційних вірувань, а також традиціоналісти, що додержуються як православних, так і національних звичаїв.
В удмуртів виділяють субетнічні групи ватка (північ), калмез (центр і захід), етнічну група бесермян, яка замешкує північну частину Удмуртії, також відносять до числа удмуртської нації.
див. також: розділ Структура удмуртського етносу у статті Культура Удмуртії.

#### Розселення Удмуртів на території Росії

Терен розселення удмуртів

#### Розселення Удмуртів на території Росії[3]
| № п/п | Суб'єкт Російської Федерації | Чисельність, осіб (2002) |
| ----- | ---------------------------- | ------------------------ |
| 1     | Удмуртія                     | 460584                   |
| 2     | Пермський край               | 26272                    |
| 3     | Татарстан                    | 24207                    |
| 4     | Башкортостан                 | 22625                    |
| 5     | Кіровська область            | 17952                    |
| 6     | Свердловська область         | 17903                    |
| 7     | Тюменська область            | 6310                     |
| 8     | Ростовська область           | 3630                     |
| 9     | Краснодарський край          | 3425                     |
| 10    | Челябінська область          | 3344                     |
| 11    | Красноярський край           | 3250                     |
| 12    | Волгоградська область        | 3073                     |
| 13    | Кемеровська область          | 2665                     |
| 14    | Республіка Комі              | 2336                     |
| 15    | Курганська область           | 2291                     |
| 16    | Марій Ел                     | 2166                     |
| 17    | Москва                       | 1983                     |
| 18    | Іркутська область            | 1895                     |
| 19    | Московська область           | 1847                     |
| 20    | Саратовська область          | 1800                     |
| 21    | Самарська область            | 1608                     |
| 22    | Томська область              | 1485                     |
| 23    | Оренбурзька область          | 1416                     |
| 24    | Санкт-Петербург              | 1265                     |
| 25    | Ставропольський край         | 1141                     |
| 26    | Приморський край             | 1130                     |
| 27    | Омська область               | 1004                     |
| 28    | Новосибірська область        | 964                      |
| 29    | Ленінградська область        | 959                      |
| 30    | Владимирська область         | 959                      |
| 31    | Мурманська область           | 933                      |
| 32    | Алтайський край              | 920                      |
| 33    | Нижньогородська область      | 828                      |
| 34    | Архангельська область        | 807                      |
| 35    | Хабаровський край            | 759                      |
| 36    | Камчатська область           | 503                      |
| 37    | Ульяновська область          | 499                      |
| 38    | Читинська область            | 498                      |
| 39    | Івановська область           | 495                      |
| 40    | Амурська область             | 486                      |
| 41    | Якутія                       | 459                      |
| 42    | Чувашія                      | 453                      |
| 43    | Тверська область             | 411                      |
| 44    | Калінінградська область      | 382                      |
| 45    | Бурятія                      | 339                      |
| 46    | Хакасія                      | 331                      |
| 47    | Бєлгородська область         | 328                      |
| 48    | Воронезька область           | 313                      |
| 49    | Адигея                       | 311                      |
| 50    | Рязанська область            | 311                      |
| 51    | Ярославська область          | 310                      |
| 52    | Ленінградська область        | 304                      |
| 53    | Смоленська область           | 297                      |
| 54    | Карелія                      | 290                      |
| 55    | Вологодська область          | 288                      |
| 56    | Сахалінська область          | 273                      |
| 57    | Тульська область             | 263                      |
| 58    | Новгородська область         | 253                      |
| 59    | Костромська область          | 222                      |
| 60    | Астраханська область         | 216                      |
| 61    | Псковська область            | 167                      |
| 62    | Чечня                        | 157                      |
| 63    | Північна Осетія — Аланія     | 155                      |
| 64    | Липецька область             | 155                      |
| 65    | Мордовія                     | 147                      |
| 66    | Орловська область            | 146                      |
| 67    | Тамбовська область           | 142                      |
| 68    | курська область              | 137                      |
| 69    | Магаданська область          | 136                      |
| 70    | Брянська область             | 126                      |
| 71    | Дагестан                     | 123                      |
| 72    | Калмикія                     | 115                      |
| 73    | Тива                         | 89                       |
| 74    | Єврейська автономна область  | 88                       |
| 75    | Кабардино-Балкарія           | 87                       |
| 76    | Карачаєво-Черкесія           | 67                       |
| 77    | Республіка Алтай             | 60                       |
| 78    | Чукотський автономний округ  | 25                       |
| 79    | Інгушетія                    | 6                        |

### Мова
Основна стаття: Удмуртська мова.
Удмуртська мова належить до пермської гілки фіно-угорської групи уральської мовної родини. Діалектне членування: північний, південний, бесерм'янський (так звані удмуртомовні татари) та серединні говори.
Крім того, що серед удмуртів поширений білінгвізм (як друга мова використовується російська, також татарська), удмуртську мову рідною називають лише 3/4 удмуртів, трохи менша кількість користується нею в побуті. Писемність на кириличній основі.

## Історія
див. також: розділ Етногенез і етнічний розвиток у статті Культура Удмуртії.

### Перед втратою незалежності та агресією Московії
Удмуртський народ виник у результаті розпаду прапермської етноінгвістичної спільноти і є автохтонним населенням Урало-Поволжя. У мові, культурі й побуті північних удмуртів особливо відчутний вплив окремих груп росіян, що мають західне фіно-угорське походження. У південних удмуртів відчутний вплив казанських татар, що пояснюється їхнім спільним проживання у державі Волзька Булгарія. Так, уже 1489 північ Удмуртії номінально належала Московській державі, тоді як південь лишався під владою Булгарії, пізніше — Золотої Орди й Казанського ханства. Остаточна анексія удмуртських земель з боку Московії розтягнулася ще більш, ніж на століття. При чому на початку 17 ст. (розвал Москвії після війни з Річчю Посполитою) Удмуртія тимчасово відновила свій суверенітет.
Серед учених нема одностайності в судженнях про устрій удмуртів перед входженням до складу Російської держави. Найімовірніше, що в XV—XVI століттях удмурти являли собою раньокласову спільноту (ранній феодалізм).
Процес саморозвитку нації було перервано російською експансією. У результаті з утворенням В'ятського намісництва в 1780 році, а пізніше В'ятської губернії в 1796 році удмурти склали більшість населення чотирьох її повітів — Глазівського, Сарапульського, Малмизького та Єлабузького — і всі разом були приписані до державних селян.

### Кінець XVIII— початок ХХ століть
За царату удмурти потерпали не лише від економічного гноблення, а й національного. Виникали стихійні селянські заворушення, удмурти брали участь у селянській війні під орудою Пугачова. Протягом XIX століття відбувалися так звані «картопляні» й «кумишечні» бунти. Найбільше повстання в 1807 році охопило весь Сарапульський повіт і було реакцією на приписання царським наказом населення прилеглих поселень до заводів.
Лише наприкінці XVIII століття — початку XIX століття до удмуртів, як і до інших «інородців» Росії звертають свої погляди вчені, перш за все, географи і лінґвісти. Слідом за угорськими, фінськими та німецькими дослідниками фіно-угрів регіону починають вивчати і російські вчені; наприкінці XIX століття з'являються представники національної (удмуртської) інтелігенції. На всю країну стала відомою «мултанська справа» 1894—1896 років про людське жертвоприношення, яке начебто вчинили удмурти-язичники.

### Сучасний історичний етап

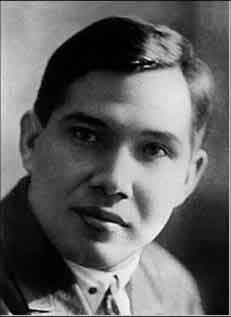
Кузебай Герд, удмуртський поет

Після Лютневої революції 1917 року відбулося кілька регіональних з'їздів удмуртів, які також брали участь у діяльності Спілки малих народів Поволжя.
Становлення державності удмуртів — це утворення Вотської автономної області в 1920 році, з 1932 року — Удмуртська автономна область, з 1934 року — Удмуртська АРСР, з 1991 року — Удмуртська Республіка.
У перше десятиліття радянської влади швидко розвивалася удмуртська література, проте її розвиток призупинили репресії 1930-х років, зокрема, знана справа «Спілки визволення фінських народностей».
В Удмуртії є наукові й культурні заклади. Удмуртською мовою ведеться радіомовлення, видаються книги і періодика, однак її вжиток продовжує звужуватися. Розвитком і збереженням удмуртської культури займається громадська організація «Удмурт Кенеш», яка має свої відділення в усіх містах та районах Удмуртії.

## Господарство, управління і матеріальна культура

### Традиційні заняття і соціальна організація
Основні заняття удмуртів до кінця XIX століття — землеробство (жито, овес, ячмінь, гречка, горох, коноплі, льон тощо) і тваринництво. Традиційні заняття — мисливство, рибальство, бортництво і збирання грибів і ягід — носили підсобний характер. Серед ремесел в удмуртів розвитку набули — в чоловіків лісові промисли (заготівля деревини); у жінок — прядіння і ткацтво. З XVIII століття серед удмуртів з'вляються представники робітничого класу (робітники видобувних і металургійних заводів).
Основним традиційним соціальним інститутом була сусідська громада (бускель). Інший соціальний інститут являв собою систему екзогамних груп, що виводили своє походження від спільного пращура (воршуд). Загалом нараховувалось близько 70 воршудів.

### Поселення і житло
Удмуртські селища гурти зазвичай розташовувалися на берегах річок. Планування селищ традиційно розкидане, але вже з середини XIX століття йому на зміну приходить вуличне планування.
Житло — зруб корка з двохсхилим дахом. Серед господарських споруд на подвір'ї обов'язково мали бути комора кенос для зберігання майна і як літнє житло та у минулому куа — капище для сімейного покровителя (воршуда).
У традиційному одязі північні удмурти різняться від південних. На півночі притаманний національний костюм з трьох кольорів (білий, червоний, чорний), для південних удмуртів характерний поліхромний національний одяг. Дотепер зберігся лише жіночий національний костюм.

### Мистецтво і національна кухня

Дівчата і молодиця удмуртки в національному вбранні.

Традиційні види удмуртського народного мистецтва — вишивка, лозоплетіння, різьбярство на дереві, мереживне ткацтво, безворсове килимарство тощо.
Удмуртська національна кухня є популярною і в сучасних умовах. У ній як м'ясні, так і страви з продуктів рослинного походження. В удмуртів багато грибних страв, а також з додаванням ягід, різних трав тощо. Поширені супи (шуд): з локшиною, грибами, крупами, капустою, юшка, окрошка з хроном і редькою. З молочних продуктів — кисляк, ряжанка, сир. З м'ясних продуктів — в'ялене м'ясо, пече́ня, студні, кров'янка (віртирем). Питомо удмуртськими стравами є пельмені та ватрушки. Хліб переважно житній (нянь). Популярні напої — буряковий квас (сюкась), різноманітні морси, пиво (сур), медовуха (мусур), самогон (кумишка).

### Дослідження матеріальної культури удмуртів
Найвизначнішими дослідниками побуту і матеріальної культури удмуртів є російські вчені В. Владикін (Омель Ладі) та Л. Христолюбова. Удмуртське декоративне прикладне мистецтво вивчає К. Клімов та А.Н.Худолеев, традиційні поселення і житла — Р. Садіков, різьбярство на дереві — І. Косарєва.

## Культура

### Міфологія
див. також: розділі Релігія та обряди у статті Культура Удмуртії.
Вірування удмуртів близькі міфології інших фіно-угорських (угро-фінських) народів. Для міфології характерні дуалістична космогонія («добре- лихе») і трьохчленний поділ всесвіту. Звідси три основні божества удмуртів — найвище божество Інмар (для монотеїстичного християнства місіонерами був узятий за прообраз Бога у навертанні удмуртів на православ'я), Керемет (він же Луд, Шайтан) — дідько, лихий бог та Килдисін — покровитель землеробства і врожаїв.
Нижча міфологія представлена духами (мурти і кузьо́), зокрема, Вумурт і Вукузьо — водяники (відповідно «водяний дух» і «хазяїн води»), лісовики нюлесмурт («дух лісу») і телькузьо («хазяїн гаю») та інші. Луд — священний гай; деякі дерева носили сакральне значення (береза, вільха, сосна)

### Фольклор
див. також: розділі Фольклор у статті Культура Удмуртії.
В удмуртів розвинуті танцювальна і музична творчість. Удмуртські національні музичні інструменти: гуслі (крезь), сопілка зі стеблин трави (чипчирган), волинка (биз), варган (имкрезь), флейта (узьигум), пастушачий ріжок (тутектон) тощо. У наш час у музичній культурі удмуртів поширені запозичені в росіян балалайка і гармонь.
Багатий прозовий фольклор (міфи, легенди, казки, загадки, прислів'я та приказки). Найрозвинутіша пісенна творчість (особливо ліричні жанри), тоді як епічні жанри розроблені відносно слабо. Зразком національного літературного епосу є «Дорвижи».
Як це вірно і щодо інших фіно-угорських народів Росії, удмуртською народною творчістю вперше зацікавились, почали записувати й публікувати не росіяни, а представники близьких у лінгвіститичному відношенні європейських народів. Зокрема, зразки удмуртської мови записував угорський вчений Б. Мункачі (вони були видані Д. Фокош-Фуксом). В Росії удмуртський фольклор записував і видавав Г.Верещагін. Дуже багато для вивчення і введення в науковий обіг удмуртських матеріалів зробив їхній земляк, видатний радянський вчений Д. К. Зеленін. Найвизначнішим місцевим дослідником фольклору удмуртів є Н. П. Краліна — укладач декількох антологій удмуртського фольклору — «Сто сказок удмуртского народа» (1961), «Удмуртские народные сказки» (1976). Удмуртський Інститут історії, мови та літератури Удмуртського відділення РАН видає томи із серії «Удмуртський фольклор»

## Цікаві факти
- Етнонім «удмурт» (майже самоназва удмуртів — удморт) вперше опубліковано аж у 1788 році німецьким географом П.-С. Палласом. Раніше, переважно у російській літературі, усіх фіно-угрів Урало-Поволжя іменували спільним терміном «перм».
- Угорський вчений Б. Мункачі більшість своєї колекції зразків живої удмуртської мови (фольклор) записав під час Першої світової війни від військовополонених російських солдатів-удмуртів.
- Удмурти (офіційно-Удмуртія) є членами міжнародної Організації непредставлених націй та народів.

## Виноски
1. ↑  Стаття про походження етноніму «удмурт» на сайті «Удмуртологія»
2. ↑  Всеукраїнський перепис населення 2001 року / Національний склад населення, громадянство / Розподіл населення за національністю та рідною мовою[недоступне посилання з травня 2019]
3. ↑  На сайті Удмурт Кенеш
4. ↑  Християнський етнолоґічний сайт з розподіленням етносів по країнах — народи європейської частини Росії. Архів оригіналу за 3 серпня 2008. Процитовано 15 лютого 2008.

## Вибрана бібліографія
- Народы Поволжья и Приуралья: Коми-зыряне, Коми-пермяки, Марийцы, Мордва, Удмурты. Серия: Народы и культуры. М., Наука, 2000 (рос.)
- Удмурты: история, этнография, археология. Библиографический указатель (1751–2000). (Серія «Память Удмуртии»). під ред. Богомолова М., наук. консультант Владыкин В., Ижевск: «Удмуртия», 2006 (рос.)
- Худолеев А.Н., Удмурты: Особенности коммуникационных процессов, М., «Наука», 2010
- Владыкин В., Христолюбова Л. Исторыя этнографии удмуртов, Ижевск, 1984 (рос.)
- Владыкин В., Христолюбова Л. Очерк этнографии удмуртов, Ижевск, 1984 (рос.)
- Пименов В. Удмурты: Опыт компонентного анализа этноса. Отв.ред. Чистов К. В., Л.: «Наука», 1977 (рос.)
- Volksbraeuche und Volksdichtung der Wotjaken, Aus dem Nachlasse von B. Munkacsi. Memoires de la Societe Fenno-Ougrienne, XXXVI. Helsinki, 1952 (нім.)
- Луппов П. Н. Северные удмурты в конце XVII века (опыт изучения переписной книги 1678 г.)., Вятка: Издание Вятского научно-исследовательского Института краеведения, 1934 (рос.)
- Христолюбова Л. Семейные обряды удмуртов, Ижевск, 1984 (рос.)
- Об этнической психологии удмуртов. Сборник статей. Отв.ред. — Шкляев Г. К., Ижевск: Удмуртский филиал института истории, языка и литературы УрО РАН, 1998 (рос.)
- Этнокультурные процессы в Удмуртии, Ижевск, 1978 (рос.)
- Владыкин В. К вопросу об этнических группах удмуртов // «Советская этнография», 1970 № 3 (рос.)
- Материалы по этногенезу удмуртов. Сборник статей., Ижевск, 1982 (рос.)
- Новые исследования по этногенезу удмуртов. Сборник научных трудов Ижевск АНСССР, 1989 (рос.)
- Верещагин Г. Вотяки Сосновского края, СПб, 1884 (рос.)
- Крюкова Т. А. Удмуртское народное изобразительное искусство, Ижевск-Ленинград, 1973 (рос.)
- Мифологический словарь, М.: «Советская Энциклопедия», 1991 (рос.)
- Садиков Р. Р. Поселения и жилища закамских удмуртов. Материальный и духовный аспекты., Уфа: Гилем, 2001 (рос.)
- Климов К. М. Традиционное декоративное искусство удмуртов, Ижевск: «Удмуртия», 1994 (рос.)
- Косарева И. А. Традиционная резьба по дереву у удмуртов. Учебно-методическое пособие., Ижевск: ИД Удмуртский университет, 2003 (рос.)
- Загребин А. Е. Финны об удмуртах: финские исследователи этнографии удмуртов XIX — первой половины XX вв. Монография., Ижевск: Удмуртский филиал института истории, языка и литературы УрО РАН, 1999 (рос.)
- Долганова Л. Н., Морозов И. А. Игры и развлечения удмуртов. Текст на удм. и рус. яз. 2-е вид., доп. / Науч. ред. и отв. за вып. — Т. Г. Владыкина., Ижевск: Удмуртский филиал института истории, языка и литературы УрО РАН, 2002 (рос.)
- Волкова Л. А. Земледельческая культура удмуртов (вторая половина XIX — начало ХХ века). Монография., Ижевск: Удмуртский филиал института истории, языка и литературы УрО РАН, 2003 (рос.)
- Материалы по погребальному обряду удмуртов. Сб. научных трудов., Ижевск: АН СССР, 1991 (рос.)
- Владыкин В.(Омель Лади). Мы — удмурты. Здравствуйте! (Ми — удмуртъёс. Зечесь-а?). Научно-популярное иллюстрированное издание к 450-летию вхождения удмуртов в состав Российского государства. На удм., рус., англ. языках., Ижевск: «Удмуртия» 2007 (рос.), (англ.), (удм.)
- Петрухин В. Мифы финно-угров. // Удмуртская мифология, М.:"Астрель АСТ Транзиткнига", 2005 (рос.)

| Етнографія | Це незавершена стаття з етнографії. Ви можете допомогти проєкту, виправивши або дописавши її. |